# Kyselina wolframová
Kyselina wolframová je kyselinou wolframu, její vzorec je H2WO4.
Je hydrátem oxidu wolframového, její nejjednodušší formou je monohydrát. Také existuje její dihydrát. Její soli wolframany jsou jednoduché, ale samotná kyselina může tvořit soli komplexní. Kyselina wolframová je prakticky nerozpustná ve vodě a ve většině kyselin.